# John Waldegrave (6e comte Waldegrave)
John James Waldegrave, 6e comte Waldegrave (31 juillet 1785 - 28 septembre 1846) est un militaire britannique.

## Biographie
Waldegrave est le deuxième fils de George Waldegrave, 4e comte Waldegrave et fait ses études au Collège d'Eton. Après la mort de son père en 1789, son frère aîné George hérite du titre, mais il se noie dans la Tamise cinq ans plus tard.
En quittant Eton en 1801, il achète une commission dans le 55e régiment d'infanterie. Il est ensuite transféré au Scots Guards et en 1804, il est transféré au 39e régiment d'infanterie en tant que lieutenant sans achat. Il est ensuite transféré au 36e régiment d'infanterie et échange avec le 7e Dragons Légers en 1805. Il participe à la Guerre d'indépendance espagnole. En 1808, il est transféré au 8e Bataillon de Garnison comme Major et quelques mois plus tard est transféré au 72e régiment d'infanterie puis au 15e Dragons en 1809 et dans le 12e Dragons Légers en 1812. Huit mois plus tard, il achète la charge de Lieutenant-colonel du 54e régiment d'infanterie, qu'il commande à la Bataille de Waterloo en 1815.
À son retour à la maison, il épouse sa maîtresse de longue date, Anne King, le 30 octobre 1815. Ils ont plusieurs enfants avant leur mariage, et plus tard, quatre autres. Sa fille Lady Horatia épouse en 1847, le capitaine John Joseph II Webbe-Weston (mort en 1849) de Sutton Place, dans le Surrey et en secondes noces Jean Wardlaw, frère du général Wardlaw. Il est brièvement gentilhomme de la chambre du roi Tory en 1830-31, et meurt en 1846. Il est remplacé par son fils aîné, George Waldegrave (7e comte Waldegrave), et son épouse se remarie avec le Dr Algernon Hicks.